# Kazuhiko Nishijima

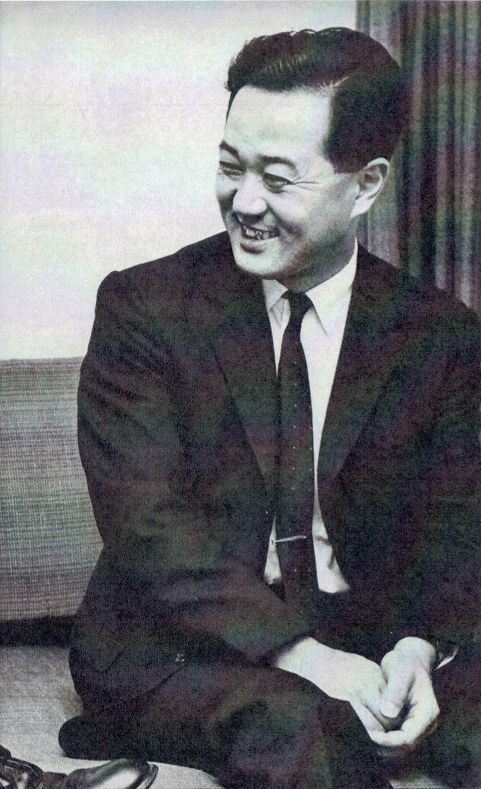

Kazuhiko Nishijima (japanisch 西島 和彦 Nishijima Kazuhiko; * 4. Oktober 1926 in Tsuchiura; † 15. Februar 2009) war ein japanischer Teilchenphysiker. Er war emeritierter Professor an den Universitäten Tokio und Kyōto. Bekannt ist er vor allem für die in Zusammenarbeit mit Murray Gell-Mann hervorgegangene Gell-Mann-Nishijima-Formel und das Konzept der Strangeness, die er nach dem η-Meson als eta-Ladung bezeichnete.

## Leben und Wirken
Nishijima erhielt 1948 sein Diplom in Physik an der Kaiserlichen Universität Tokio und promovierte im Jahr 1955 an der Universität Ōsaka mit einer Arbeit über das Kernpotential.
An der Universität Osaka wurde er 1950 von Yoichiro Nambu beauftragt, an der Theorie der Starken Wechselwirkung und der Physik seltsamer Materie (damals V-Teilchen genannt) zu arbeiten.
Während er den Zerfall dieser Teilchen untersuchte, entwickelte er zusammen mit Tadao Nakano – unabhängig von Murray Gell-Mann – eine Relation für die Quantenzahlen der Teilchen:
{\displaystyle Q=I_{\text{3}}+{\frac {B+S}{2}}}
mit der elektrischen Ladung Q, der dritten Komponente des Isospins I3, der Baryonenzahl B und der Strangeness S des Teilchens.
Diese Gell-Mann-Nishijima-Formel (oder auch NNG-Formel, für Nishijima, Nakano, Gell-Mann) war ausschlaggebend für die Entwicklung des Quark-Modells durch Gell-Mann und George Zweig im Jahr 1964 (unabhängig voneinander).
Auf Einladung Werner Heisenbergs arbeitete Nishijima von 1956 bis 1958 in Göttingen, bevor er 1958 ans Institute for Advanced Study in Princeton wechselte. Anderthalb Jahre später wurde er Professor an der University of Illinois at Urbana-Champaign. 1966 kehrte er zurück an die Universität Tokio, wo er eine Arbeitsgruppe für theoretische Physik gründete, aber auch Verwaltungsaufgaben übernahm. 1986–1989 sowie 1995–2005 war er Präsident der Nishina Memorial Foundation, eine Stiftung zur Förderung der Physik in Japan. 1982 wurde er zum Mitglied der Leopoldina gewählt. Im selben Jahr wurde er als auswärtiges Mitglied in die damalige Akademie der Wissenschaften der UdSSR aufgenommen.
Bis zu seinem Tod war Nishijima in der Forschung aktiv, zuletzt über Confinement und nichtkommutative Quantenfeldtheorie. Er starb an Leukämie.

## Schriften
- K Nishijima: Fundamental Particles. W. A. Benjamin, 1963, OCLC 536472.
- K Nishijima: Fields and Particles: Field Theory and Dispersion Relations. 4th Auflage. Benjamin Cummings, 1998, ISBN 0-8053-7399-3 ( [1974]).

## Auszeichnungen
- Nishina-Preis (Nishina Kinenshō)[2]
- Nippon Gakushiin-shō (Preis der Japanischen Akademie der Wissenschaften)[2]
- Ernennung zum Bunka Kōrōsha (Person mit besonderen kulturellen Verdiensten) (1993)
- Guggenheim-Stipendium (engl. Guggenheim Fellowship)[8]
- 3. Hofrang (jusammi)[9]
- Japanischer Kulturorden (engl. Order of Culture)[2][10] (2003)